# Benetton B194

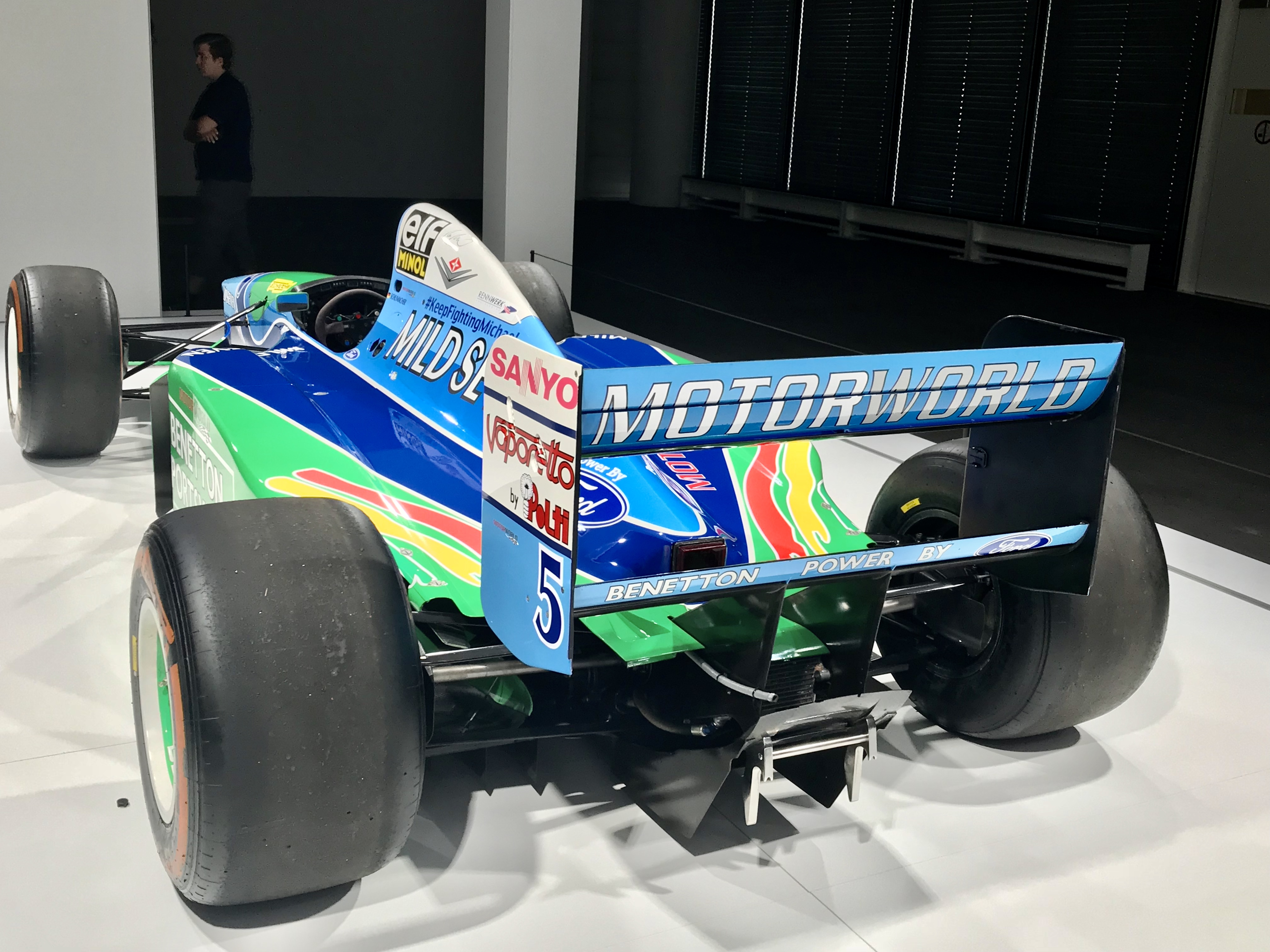
1994 Benetton B194 F1 (Heckansicht)

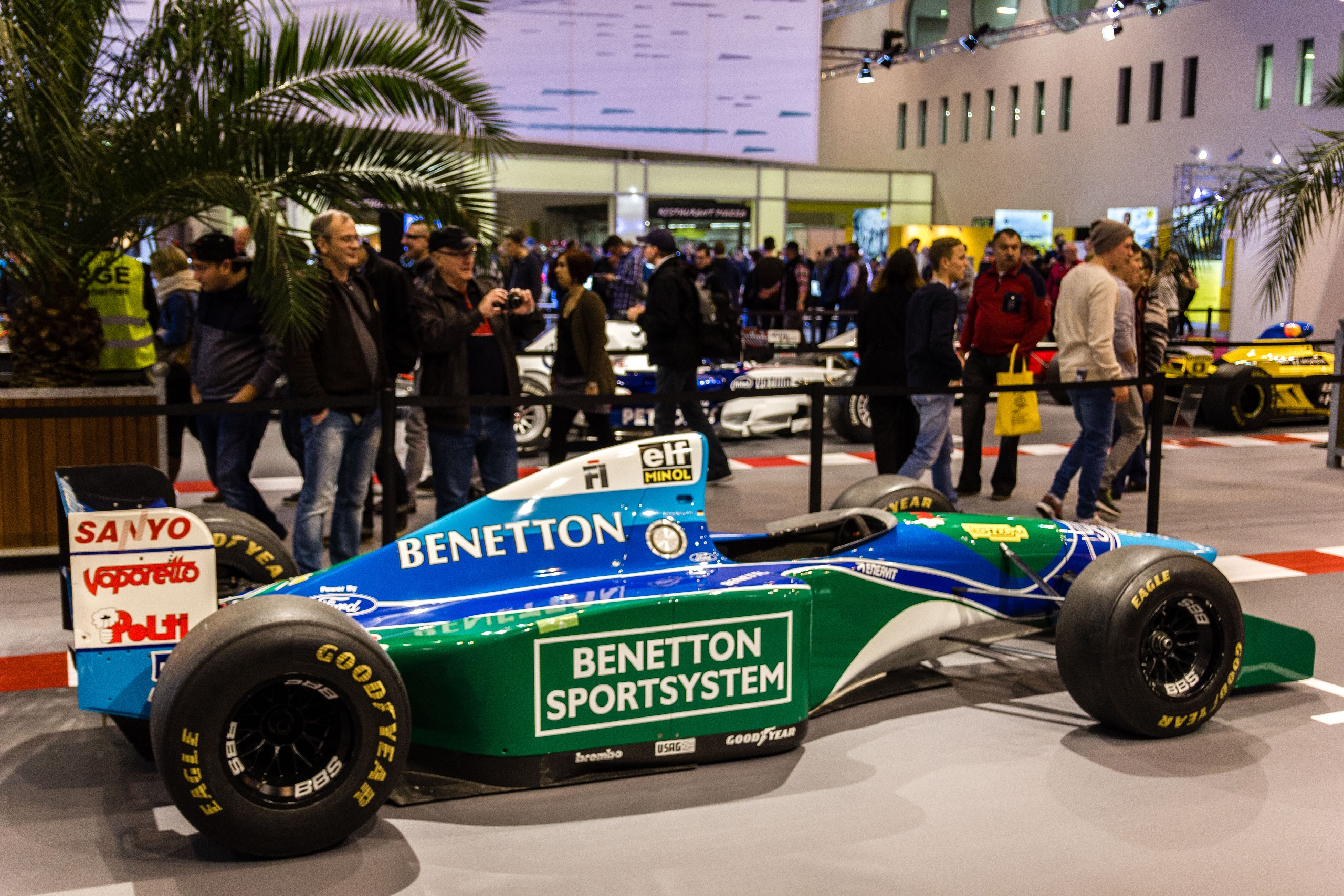
1994 Benetton B194 F1 (rechte Seite)

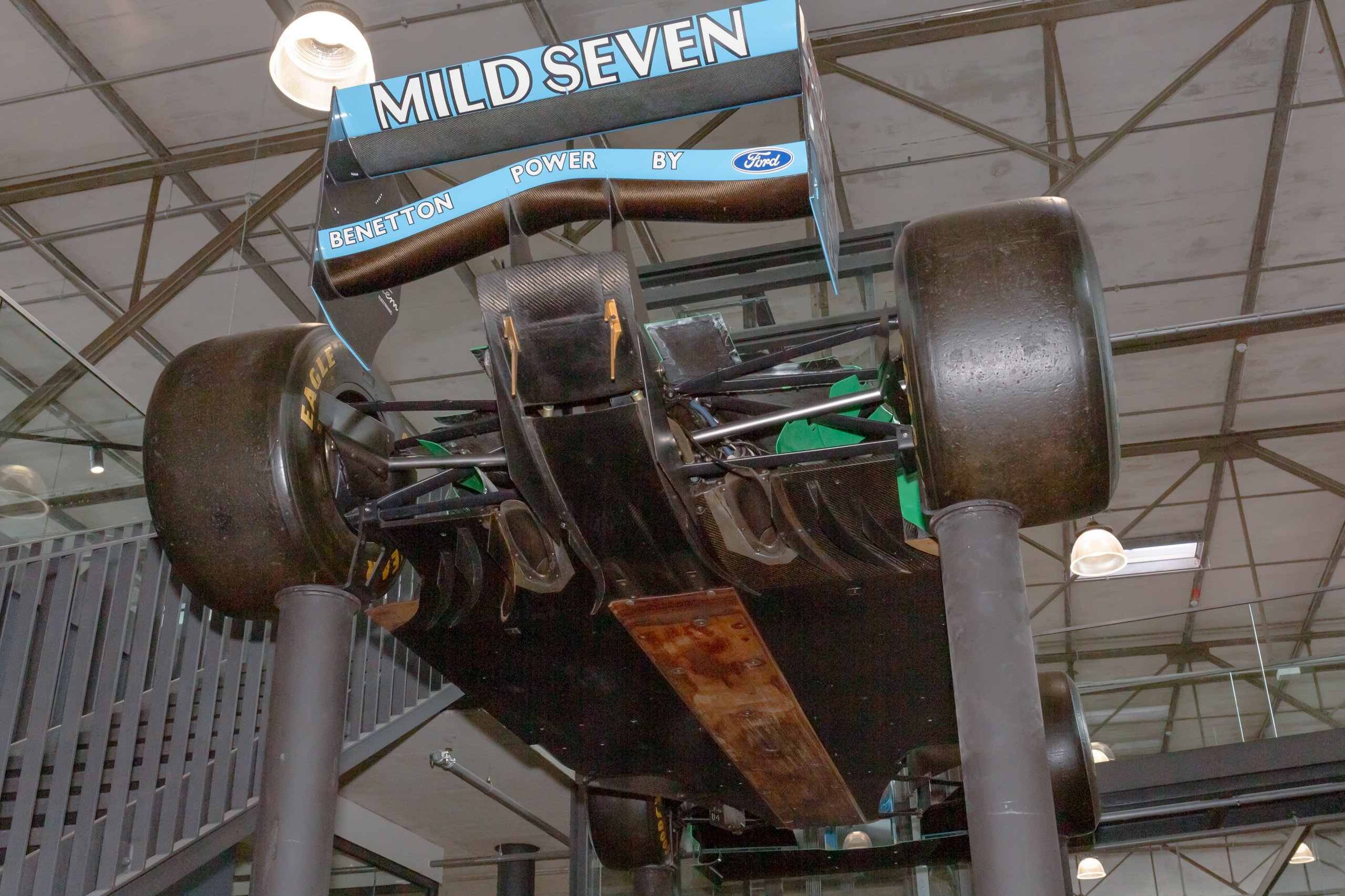
Schumachers Benetton B194 mit der umstrittenen Bodenplatte (in seiner Sammlung)

Der Benetton B194 war ein Formel-1-Rennwagen, der von Rory Byrne für das Team Benetton Formula zum Einsatz in der Formel-1-Weltmeisterschaft 1994 entworfen und gebaut wurde. Er war der neunte für die Formel 1 produzierte Monoposto des Teams. Michael Schumacher holte auf dem B194 seine erste Fahrerweltmeisterschaft. Die weiteren Piloten des B194 waren Jos Verstappen, JJ Lehto und Johnny Herbert.
Der B194 wurde am Ende der Saison mit acht Siegen und dem zweiten Platz in der Konstrukteurswertung ausgemustert. Das Auto wurde 1995 durch den Benetton B195 ersetzt.

## Ausgangslage
Für die Saison 1994 wurden einige Regeln geändert. Elektronikhilfen wie ABS, Vierradlenkung und das aktive Fahrwerk wurden untersagt, dagegen waren jetzt Tankstopps erlaubt,  ein Umstand, der die Konstrukteure dazu veranlasste, die Größe der Tanks zu reduzieren.

## Entwicklung und Design
Für das neue Fahrzeug orientierte sich Benetton eng an den Vorgängern. Die Gestaltung des B194 mit der „höheren“ Nase war schon von seinen Vorgängern B192 und B193 bekannt und wurde – entgegen dem allgemeinen Trend – beibehalten.
Er wurde auch wieder von einem Ford Zetec-R V8 (werksinterne Bezeichnung: Cosworth EC) angetrieben, den Geoff Goddard entwickelt hatte. Der Motor wurde bei Cosworth gebaut, aber von Ford finanziert und daher mit deren Logo versehen.

## Kontroversen
Da der B194 ein vergleichsweise leistungsschwaches Fahrzeug war, zweifelten einige Teams an, dass seine trotzdem hohe Wettbewerbsfähigkeit mit legalen Mitteln erreicht wurde. Im Lauf der Saison kam es zu mehreren Anschuldigungen und Untersuchungen:

### Launch Control
Die FIA leitete (nach Hinweisen) eine Untersuchung ein und entdeckte im Bordcomputersystem der Autos ein Startsequenzsystem (Launch Control), jedoch keine Antriebsschlupfregelung (traction control system). Letztendlich konnte das Leitungsgremium den Einsatz der Systeme nicht nachweisen, weshalb die Beschwerden fallengelassen wurden.

### Durchflussmenge beim Tanken
Während des Großen Preises von Deutschland kam es zu einem dramatischen, aber zum Glück glimpflich ablaufenden Vorfall, als bei einem Boxenstopp von Jos Verstappen Benzin austrat, sich entzündete und den ganzen Wagen in Flammen setzte. Verstappen entkam mit leichten Verbrennungen. Nach dem Rennen wurde festgestellt, dass der Unfall durch eine manipulierte Tankanlage begünstigt wurde, in der ein vorgeschriebener Filter zugunsten einer höheren Durchflussmenge entfernt worden war. Das Benetton-Team wurde für diese Regelwidrigkeit allerdings letztlich nicht bestraft.

### Bodenplatte
Schumacher gewann 1994 das Rennen in Spa deutlich. Nach dem Rennen wurde er disqualifiziert, da die Holzplatte am Unterboden seines Wagens über das erlaubte Maß hinaus abgeschliffen war. Diese Holzplatte war nach den Unfällen von Roland Ratzenberger und Ayrton Senna in das Reglement aufgenommen worden, um eine Mindest-Bodenfreiheit zu gewährleisten und die Fahrzeuge damit weniger anfällig für einen plötzlichen Verlust des Bodeneffekts zu machen. In den für Spa damals typischen, sehr unebenen Hochgeschwindigkeitspassagen setzten die Wagen oft mit dem Unterboden auf und schliffen die Bodenplatte ab. Diese Eigenschaft verstärkt sich mit zunehmender Geschwindigkeit, dem aerodynamischen Abtrieb bei zu weich eingestellter Federung. Das Training war verregnet, das Rennen fand aber im Trockenen statt. Da die Kompression in der Eau Rouge im Training durch eine langsame Schikane umfahren wurde, entfiel der wichtige Maßstab für die Einstellung der Federung. So war es für alle Teams schwierig, durch richtige Einstellung die richtige Bodenfreiheit zu bestimmen, weil keine Referenzwerte aus dem Training vorlagen. Die Durchschnittsgeschwindigkeit der schnellsten Rennrunde im Trockenen lag 27 km/h höher als die der Pole-Position im verregneten Training. Bis heute streiten sich Fachleute und Fans darüber, ob der Benetton falsch eingestellt war oder ob die Holzplatte bei einem Dreher über die Randsteine zu stark abgeschliffen wurde.

### Leistungsgefälle innerhalb des Teams
Schumacher hatte im Laufe der Saison drei Teamkollegen – JJ Lehto, Jos Verstappen und Johnny Herbert. Alle empfanden die B194 als schwierig zu fahren; Verstappen sagte 1996: „Ich muss ein bisschen den gleichen Fahrstil haben wie Johnny, denn er hat im Grunde die gleichen Dinge über das Auto gesagt wie ich und scheint die gleichen Gefühle gehabt zu haben. Es war ein sehr schwieriges Auto. Man konnte es nicht fühlen.“ Man hat das Limit erreicht und man hat immer weiter geschoben und dann hat es plötzlich ein Übersteuern gegeben. Normalerweise kann man es kontrollieren, wenn man übersteuert, aber der Benetton fuhr sehr plötzlich los und am Ende kam es zu einem Dreher. Ich hatte große Probleme mit diesem Auto. "
Später, in den 2010er Jahren sagte Verstappen in einigen Interviews, in denen er sich an seine Saison 1994 bei Benetton erinnerte, offen, dass er davon überzeugt sei (obwohl er nie eine ausdrückliche Bestätigung erhalten hatte, die er auch vergeblich von Flavio Briatore angefordert hatte), dass Benetton die Vorschriften umgangen habe um Schumachers Auto leistungsfähiger zu machen. Auch die anderen Teamkollegen Schumachers bestätigten später, dass sie erfolglos versucht hätten, den Fahrstil des Top-Fahrers nachzuahmen, der Wagen sie aber nicht so gut unterstützt hätte und sich als schwer beherrschbar und zum Ausbrechen neigend erwiesen hätte, fast bis zur Unfahrbarkeit.

## Technische Daten
| Motor                    | Ford Zetec-R V8 / 4 Ventile pro Zylinder, zwei obenliegende Nockenwellen / Saugmotor / längs montierter Mittelmotor / Motorblock und Zylinderköpfe aus Aluminium |
| Hubraum                  | 3498 cm³ (213.5 cui) |
| Bohrung × Hub            | 100,0 mm (3.9 in) × 55,7 mm (2.2 in) |
| Leistung                 | 560 kW (750 PS) bei 14.500/min (214 PS pro l Hubraum) |
| Leistungsgewicht         | 1,46 PS/kg |
| Einspritzung             | Magneti-Marelli |
| Schmierung               | Druckumlaufschmierung mit Trockensumpf |
| Fahrgestell              | Monocoque aus Sandwichplatten mit Deckschichten aus Kohlenstofffaserverbundwerkstoff und Wabenstruktur aus Aluminium                                             |
| Aufhängung (vorn/hinten) | Doppelquerlenker, Schraubenfedern und Stoßdämpfer innen liegend und über Stoßstangen betätigt, Stabilisator                                                      |
| Bremsen (vorn/hinten)    | innenbelüftete Carbon-Keramik-Scheiben |
| Getriebe                 | Benetton Halbautomatik mit sechs Gängen |
| Antrieb                  | Hinterräder |
| Gewicht                  | 505–515 kg |
| Radstand                 | 2,880 mm (113.4 in) |
| Spur (vorn/hinten)       | 1,690 mm (66.5 in) / 1,618 mm (63.7 in) |
| Reifen                   | Goodyear |

Quelle:

## Rennergebnisse
(Resultate in Fettdruck bedeuten Pole Position; Resultate in Kursiv zeigen „Schnellste Runde“)
| Jahr | Team                     | Motor              | Reifen | Fahrer             | 1   | 2   | 3   | 4 | 5   | 6 | 7   | 8   | 9   | 10 | 11  | 12  | 13  | 14  | 15  | 16  | Punkte | Rang |
| ---- | ------------------------ | ------------------ | ------ | ------------------ | --- | --- | --- | - | --- | - | --- | --- | --- | -- | --- | --- | --- | --- | --- | --- | ------ | ---- |
| 1994 | Mild Seven Benetton Ford | Ford EC Zetec-R V8 | G      |                    |     |     |     |   |     |   |     |     |     |    |     |     |     |     |     |     | 103    | 2.   |
| 1994 | Mild Seven Benetton Ford | Ford EC Zetec-R V8 | G      | Michael Schumacher | 1   | 1   | 1   | 1 | 2   | 1 | 1   | DSQ | DNF | 1  | DSQ |     |     | 1   | 2   | DNF | 103    | 2.   |
| 1994 | Mild Seven Benetton Ford | Ford EC Zetec-R V8 | G      | Jos Verstappen     | DNF | DNF |     |   |     |   | DNF | 8   | DNF | 3  | 3   | DNF | 5   | DNF |     |     | 103    | 2.   |
| 1994 | Mild Seven Benetton Ford | Ford EC Zetec-R V8 | G      | JJ Lehto           |     |     | DNF | 7 | DNF | 6 |     |     |     |    |     | 9   | DNF |     |     |     | 103    | 2.   |
| 1994 | Mild Seven Benetton Ford | Ford EC Zetec-R V8 | G      | Johnny Herbert     |     |     |     |   |     |   |     |     |     |    |     |     |     |     | DNF | DNF | 103    | 2.   |

| Legende  | Legende            | Legende                                                          |
| Farbe    | Abkürzung          | Bedeutung                                                        |
| -------- | ------------------ | ---------------------------------------------------------------- |
| Gold     | –                  | Sieg                                                             |
| Silber   | –                  | 2. Platz                                                         |
| Bronze   | –                  | 3. Platz                                                         |
| Grün     | –                  | Platzierung in den Punkten                                       |
| Blau     | –                  | Klassifiziert außerhalb der Punkteränge                          |
| Violett  | DNF                | Rennen nicht beendet (did not finish)                            |
| Violett  | NC                 | nicht klassifiziert (not classified)                             |
| Rot      | DNQ                | nicht qualifiziert (did not qualify)                             |
| Rot      | DNPQ               | in Vorqualifikation gescheitert (did not pre-qualify)            |
| Schwarz  | DSQ                | disqualifiziert (disqualified)                                   |
| Weiß     | DNS                | nicht am Start (did not start)                                   |
| Weiß     | WD                 | zurückgezogen (withdrawn)                                        |
| Hellblau | PO                 | nur am Training teilgenommen (practiced only)                    |
| Hellblau | TD                 | Freitags-Testfahrer (test driver)                                |
| ohne     | DNP                | nicht am Training teilgenommen (did not practice)                |
| ohne     | INJ                | verletzt oder krank (injured)                                    |
| ohne     | EX                 | ausgeschlossen (excluded)                                        |
| ohne     | DNA                | nicht erschienen (did not arrive)                                |
| ohne     | C                  | Rennen abgesagt (cancelled)                                      |
| ohne     | keine WM-Teilnahme |                                                                  |
| sonstige | P/fett             | Pole-Position                                                    |
| sonstige | 1/2/3/4/5/6/7/8    | Punktplatzierung im Sprint-/Qualifikationsrennen                 |
| sonstige | SR/kursiv          | Schnellste Rennrunde                                             |
| sonstige | *                  | nicht im Ziel, aufgrund der zurückgelegten Distanz aber gewertet |
| sonstige | ()                 | Streichresultate                                                 |
| sonstige | unterstrichen      | Führender in der Gesamtwertung                                   |

## Galerie

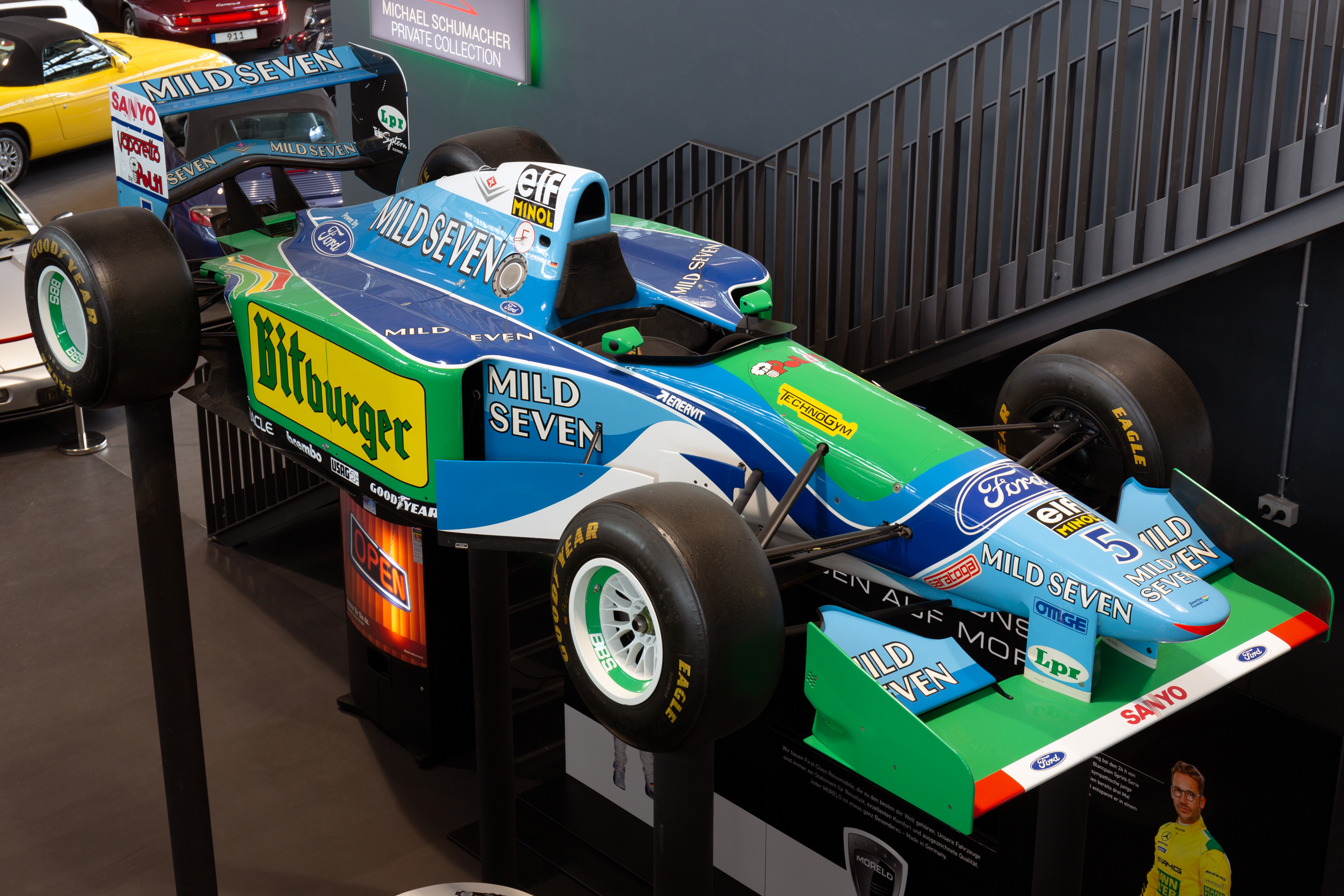
Benetton B194 in der Michael Schumacher Private Collection
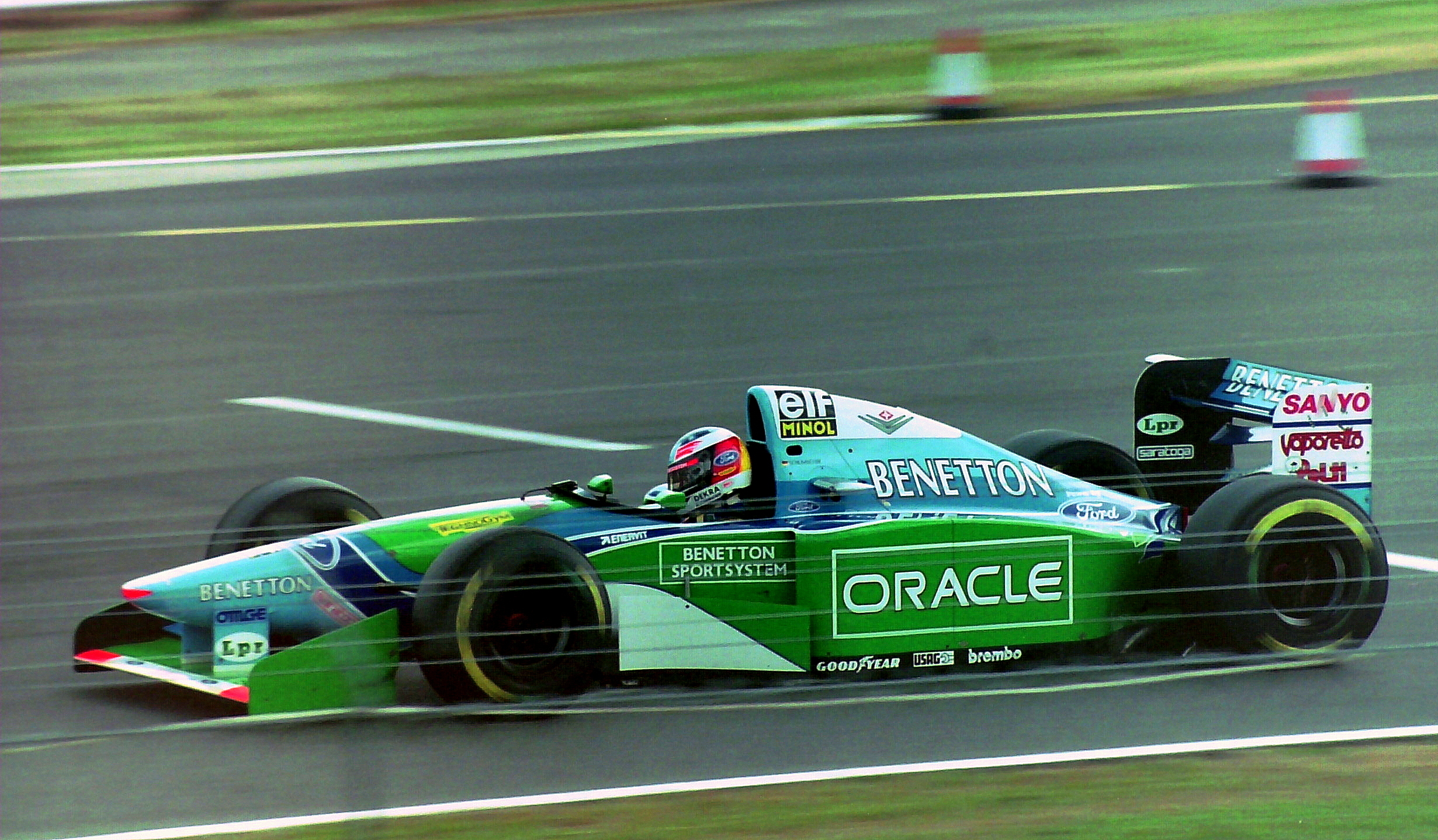
Michael Schumacher im Benetton B194 beim Großen Preis von Großbritannien 1994
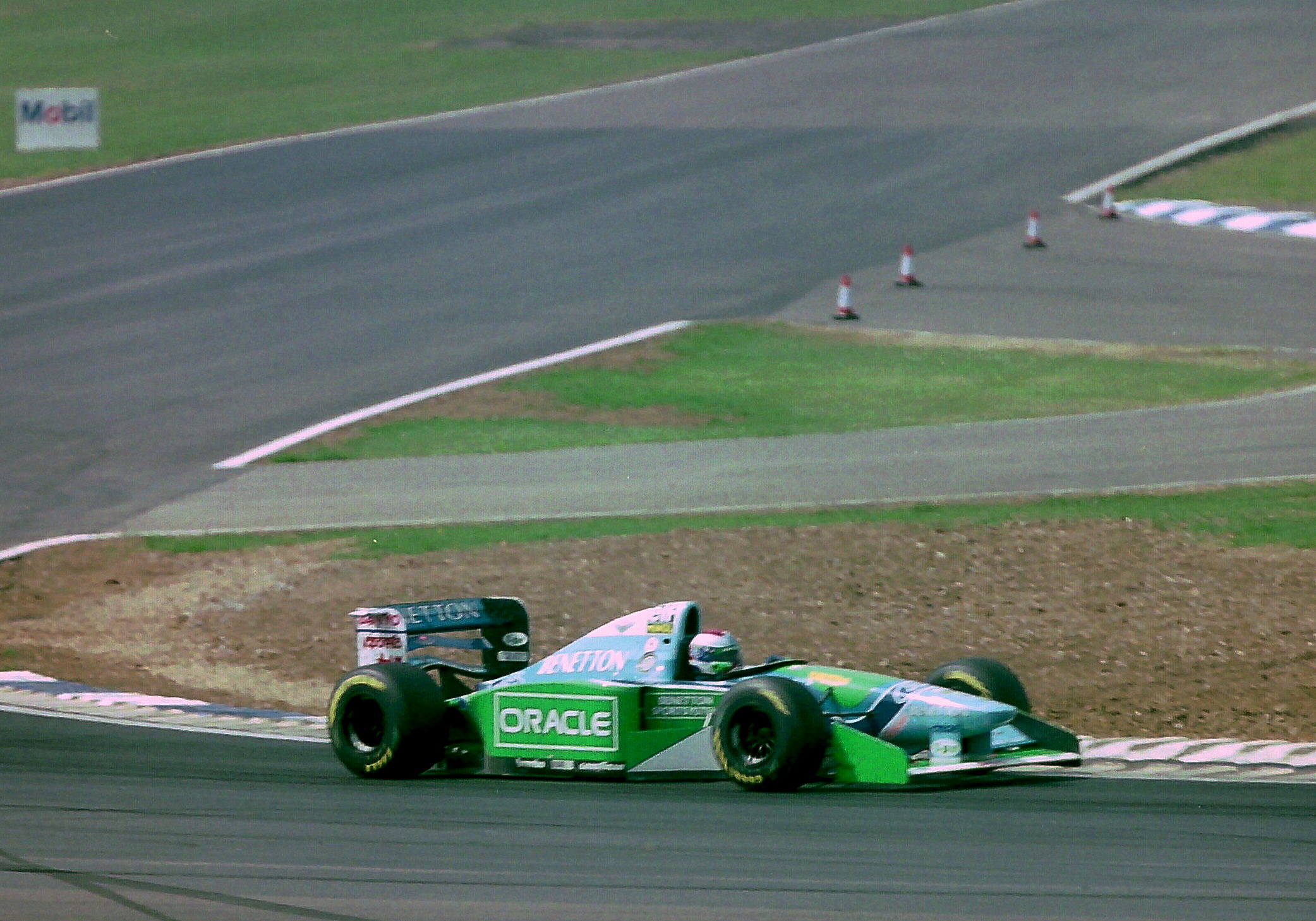
Jos Verstappen im Benetton B194 beim Großen Preis von Großbritannien 1994